# عباس محمد رضائي
عباس محمد رضائي (بالفارسية: عباس محمد رضايى) هو لاعب كرة قدم إيراني من مواليد 9 سبتمبر 1982، يلعب مع نادي رايكا بابل في دوري آزادغان.

## روابط خارجية
- عباس محمد رضائي على موقع قاعدة بيانات كرة القدم.إي يو (الإنجليزية)